# Kade Camara
Ne doit pas être confondu avec Kader Camara.
Pour les articles homonymes, voir Camara.
Kade Camara née le 22 février 1987 à Conakry, est une activiste et femme politique guinéenne.
Directrice général de l'Office national du tourisme de Guinée depuis janvier 2022.

## Parcours scolaire
Kade Camara est diplômée d'une licence en management internationale du tourisme et de l’hôtellerie de l’université de Birmingham en Angleterre.

## Parcours professionnel
Kade Camara est la directrice commerciale à l'Hôtel Sheraton Grand Conakry, directrice adjointe chez Mariott international puis  consultante chargée de la promotion des investissements et du marketing de l’APIP.
Kade rejoint l'ONT en tant qu'opérateur public chargé de la mise en œuvre de la politique du gouvernement en termes de promotion et de développement du tourisme en République de Guinée. En janvier 2022, elle est nommée par décret du président Mamady Doumbouya en tant que directrice général de l'Office national du tourisme de Guinée.
Elle désigne des artistes et influenceurs pour booster la campagne « La Guinée des Merveilles » en qualité d’ambassadeurs, notamment l'influenceur Grand P et le footballeur jongleur Iya Traoré.
En 2022, elle participe au salon Mondial du Tourisme (SMT) à Paris, du 17 au 20 mars 2022 puis en 2023, a travers l’office national du tourisme de Guinée participer au salon IFTM Top Résa 2023 à Paris,.